# Iiro Rantala
Pour les articles homonymes, voir Iiro (homonymie).
Iiro Rantala (né le 19 janvier 1970 à Helsinki) est un pianiste de jazz finlandais.

## Biographie
Rantala a suivi des cours dans les écoles de musique de Käpylä et d'Oulunkylä. Il a ensuite étudié le piano jazz au département jazz de l'Académie Sibelius et le piano classique à la Manhattan School of Music. Il a d'abord joué avec Big Bad Family. En 1990, il a fondé le trio Töykeät, avec lequel il s'est produit dans de nombreux festivals de jazz en Europe au cours des 15 années suivantes et a produit huit albums. Il a également joué avec les Tango Kings, Rajaton et Pekka Kuusisto. Il a également composé des œuvres symphoniques, comme Concerto for Piano and Concerto in G♯ΔA♭, enregistré en 2006 avec le Tapiola Sinfonietta. En 2008, il se produit avec une nouvelle formation composée du guitariste Marzi Nyman et du beatboxer Felix Zenger, le Iiro Rantala New Trio, qui publie le disque Elmo. En 2011, il a présenté Lost Heroes, un album solo qui a reçu le prix de la critique allemande du disque 2011 et a été élu album de l'année par l'ECHO Jazz 2012. Au Theaterhaus Festival de Stuttgart, il a joué en duo avec Jasper van 't Hof en 2011. Au Jazzfest Berlin, il s'est produit en 2011 en duo avec le batteur Jonatan Sarikoski.
Sur l'album My History of Jazz 2012, Rantala improvise entre autres sur des compositions de Jean-Sébastien Bach, car selon lui, le jazz a commencé avec lui. Outre des adaptations humoristiques de standards de jazz, l'album contient également quelques compositions personnelles. Après un album solo sur lequel il a interprété des chansons de John Lennon, il a enregistré en 2017 l'album Mozart, Bernstein, Lennon avec la Deutsche Kammerphilharmonie Bremen, qui a reçu le "International Classical Music Award". En 2020, l'album Iiro Rantala Playing Gershwin (qui contient également des œuvres personnelles basées sur la compréhension de Gershwin par Rantala) a été enregistré avec la Kammerphilharmonie.
Son opéra Sanatorio Express (titre original finlandais : Pikaparantola) a été créé le 27 septembre 2018 à l'Opéra national de Finlande.

## Discographie

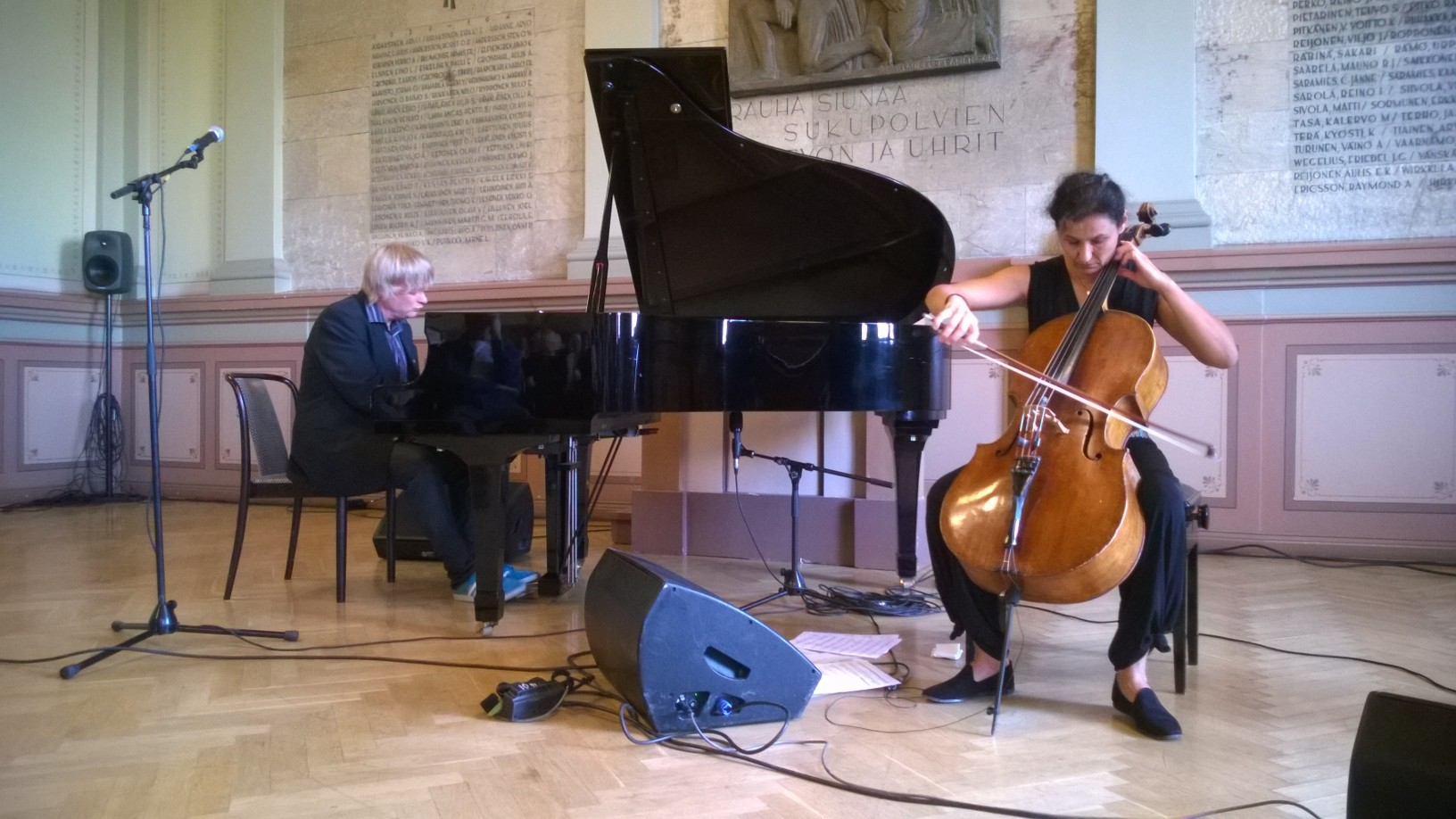
Iiro Rantala et Asja Valcic (2014)

Les disques d'Iiro Rantala sont:

### Solo
- Lost Heroes, ACT Music, 2011
- My History of Jazz, ACT Music2012
- My Working Class Hero, 2015
- How Long Is Now?, ACT, 2016
- Good Stuff, ACT, 2017
- My Finnish Calendar, ACT, 2019
- Potsdam, ACT, 2022 (live)

### Trio Töykeät
- Päivää, Sonet, 1990
- Jazzlantis, Emarcy, 1995
- Sisu, PolyGram Emarcy, 1998
- Kudos, Universal Music Group, 2000
- High Standards, EMI Blue Note, 2003
- Wake, EMI Blue Note, 2005
- One Night in Tampere, EMI Blue Note, 2007

### Big Bad Family
- Big Bad Family, Kompass, 1988
- Big Bad Family, Final Mix Records, 1996

### Tango Kings
- Tango Kings, Big World, 1995

### Sinfonia Lahti, Trio Töykeät, Jaakko et Pekka Kuusisto
- Music!, BIS Records, 2002

### SaloRantala Soi
- SaloRantala Soi!, Johanna Kustannus, 2003
- Talvijalka, Sateen ääni, 2009

### Rantala & Tapiola Sinfonietta
- Concerto for Piano and Orchestra in G♯ΔA♭, Ondine, 2006

### Iiro Rantala New Trio
- Elmo, Rockadillo Records, 2008

### Pekka Kuusisto & Iiro Rantala
- Subterráneo, Liverace, 2009

### Iiro Rantala / Michael Wollny / Leszek Możdżer
- Jazz at Berlin Philharmonic I, ACT Music, 2013

### Iiro Rantala String Trio
- Anyone with a Heart, ACT Music, 2014

### Jukka Perko & Iiro Rantala
- It Takes Two to Tango, ACT Music, 2015